# Comuna Koniv, Starîi Sambir
Koniv (în ucraineană Конів) este o comună în raionul Starîi Sambir, regiunea Liov, Ucraina, formată din satele Koniv (reședința) și Tovarna.

## Demografie
Componența lingvistică a comunei Koniv
     Ucraineană (99,72%)
     Alte limbi (0,28%)
Conform recensământului din 2001, majoritatea populației comunei Koniv era vorbitoare de ucraineană (99,72%), existând în minoritate și vorbitori de alte limbi.